# Aire d'attraction de Saint-Dizier
L'aire d'attraction de Saint-Dizier est un zonage d'étude défini par l'Insee pour caractériser l’influence de la commune de Saint-Dizier sur les communes environnantes. Publiée en octobre 2020, elle se substitue à l'aire urbaine de Saint-Dizier, qui comportait 43 communes dans le zonage de 2010.

## Définition
L'aire d'attraction d'une ville est composée d’un pôle, défini à partir de critères de population et d’emploi ainsi que d’une couronne constituée des communes dont au moins 15 % des actifs travaillent dans le pôle. Le pôle d’attraction constitue ainsi un point de convergence des déplacements domicile-travail,.

## Géographie
L’aire d'attraction de Saint-Dizier est une aire inter-départementale qui comporte 72 communes : 46 situées dans la Haute-Marne, 15 dans la Marne et 11 dans la Meuse. 

### Carte

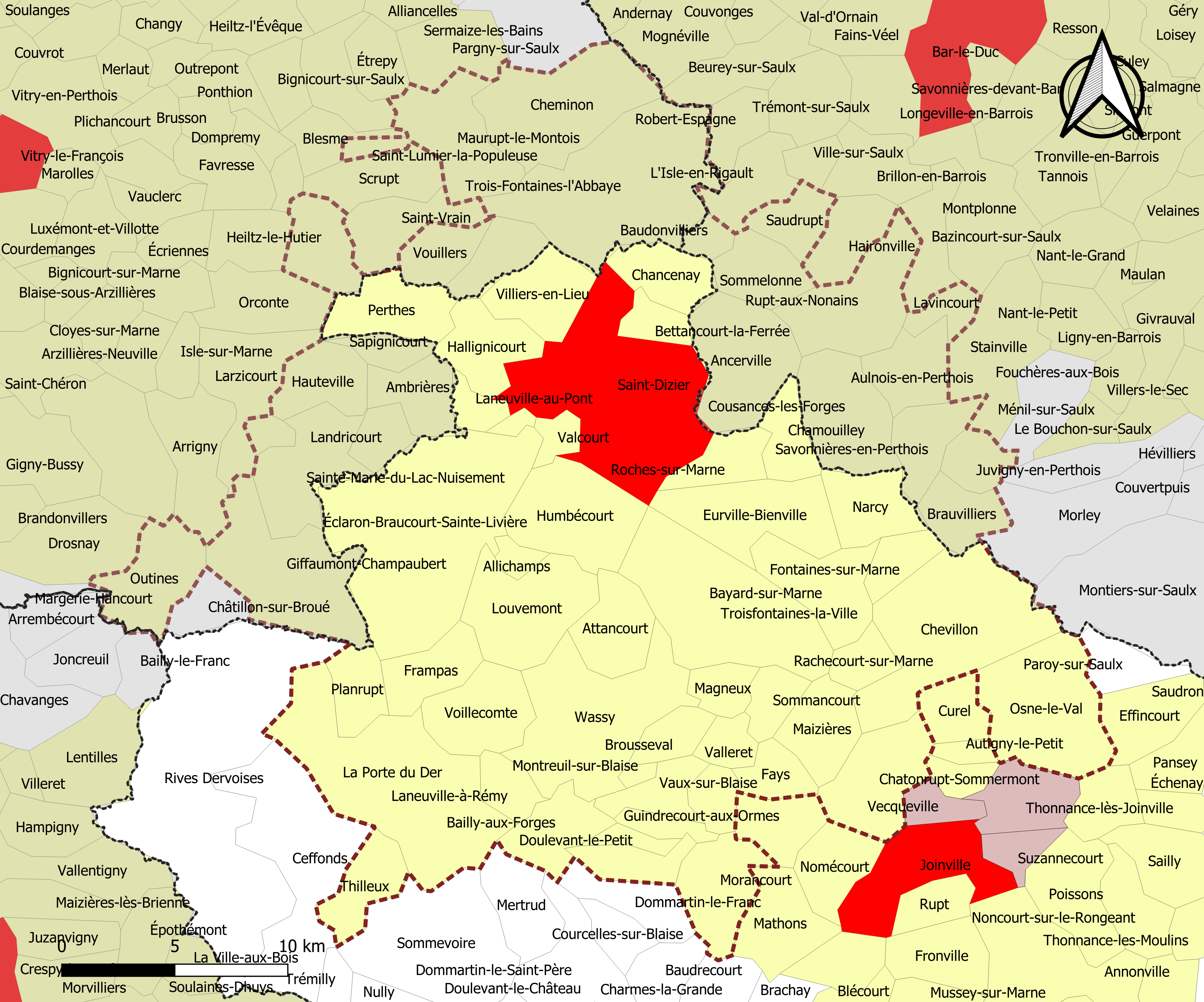
Carte de l'aire d'attraction de Saint-Dizier.
Commune-centre
Commune de la couronne

### Composition communale
| Catégorie               | Département | Communes | Communes |
| Catégorie               | Département | Nombre   | Libellé |
| ----------------------- | ----------- | -------- | --- |
| Commune-centre          | Haute-Marne | 1        | Saint-Dizier. |
| Communes de la couronne | Haute-Marne | 45       | Allichamps, Attancourt, Bailly-aux-Forges, Bettancourt-la-Ferrée, Brousseval, Chamouilley, Chancenay, Chatonrupt-Sommermont, Chevillon, Domblain, Doulevant-le-Petit, Éclaron-Braucourt-Sainte-Livière, Eurville-Bienville, Fays, Fontaines-sur-Marne, Frampas, Hallignicourt, Humbécourt, Bayard-sur-Marne, Laneuville-à-Rémy, Laneuville-au-Pont, Louvemont, Magneux, Maizières, Moëslains, La Porte du Der, Montreuil-sur-Blaise, Morancourt, Narcy, Osne-le-Val, Perthes, Planrupt, Rachecourt-Suzémont, Rachecourt-sur-Marne, Roches-sur-Marne, Sommancourt, Thilleux, Troisfontaines-la-Ville, Valcourt, Valleret, Vaux-sur-Blaise, Ville-en-Blaisois, Villiers-en-Lieu, Voillecomte, Wassy. |
| Communes de la couronne | Marne       | 15       | Ambrières, Cheminon, Écollemont, Giffaumont-Champaubert, Sainte-Marie-du-Lac-Nuisement, Hauteville, Heiltz-le-Hutier, Landricourt, Maurupt-le-Montois, Outines, Saint-Eulien, Saint-Lumier-la-Populeuse, Sapignicourt, Trois-Fontaines-l'Abbaye, Vouillers. |
| Communes de la couronne | Meuse       | 11       | Ancerville, Aulnois-en-Perthois, Baudonvilliers, Brauvilliers, Cousances-les-Forges, Juvigny-en-Perthois, Lavincourt, Rupt-aux-Nonains, Saudrupt, Savonnières-en-Perthois, Sommelonne. |

## Démographie
Cette aire est catégorisée dans les aires de 50 000 à moins de 200 000 habitants, une catégorie qui regroupe 18,4 % de la population au niveau national,.